# Логан-Лейк
Логан-Лейк (англ. Logan Lake) — город в провинции Британская Колумбия в Канаде.

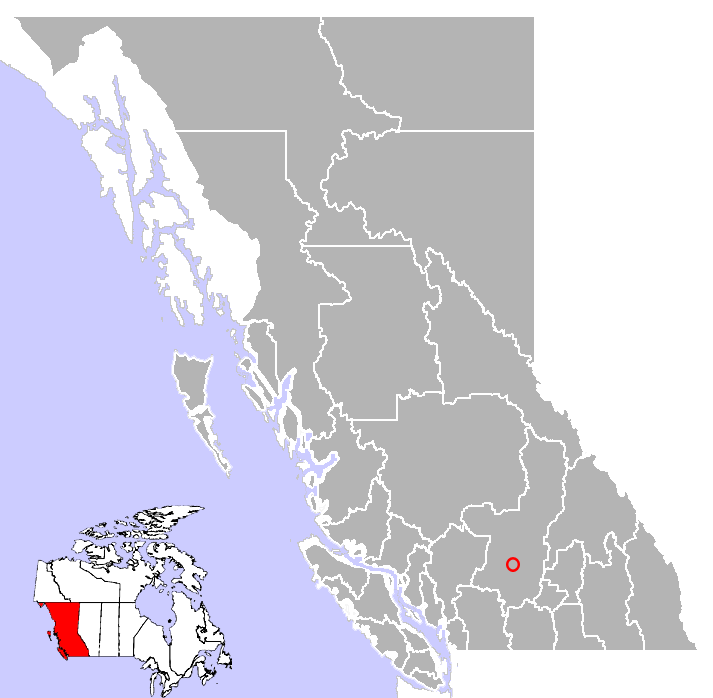
Расположение города в Британской Колумбии

## История
Был основан в 1960-х и 1970-х годах для помощи в добыче меди, молибдена и других полезных ископаемых, расположенных к югу от города. Поселение Логан-Лейк было зарегистрировано в ноябре 1970 года и была включена в районный муниципалитет в июне 1983 года. Почтовое отделение появилось в августе 1971 года.

## Наши дни
Город Логан-Лейк состоит из небольшого центрального коммерческого района с муниципальной ратушей, пожарным залом, отрядом Королевской канадской конной полиции (RCMP), станцией скорой помощи и местным медицинским центром, расположенным вдоль главной дороги (известной как Meadow Creek Road или Шоссе 97D). Жилые районы расположены по обе стороны шоссе, проходящего через город.
В составе отряда Королевской конной полиции четыре сотрудника, в том числе один капрал (командир отряда), два констебля общего назначения и один штатный клерк. Обеспечение соблюдения правил дорожного движения обеспечивается районными подразделениями, расположенными в соседних крупных населенных пунктах. Диспетчерский центр находится в Келоуне.
В Логан-Лейке есть две государственные школы: начальная (от детского сада до 4-го класса) и средняя (с 5 по 12 класс) школа. Начальная школа находится рядом с коммерческим районом, прилегающим к ратуше, пожарному отделению и отряду RCMP. Средняя школа расположена на юге города.

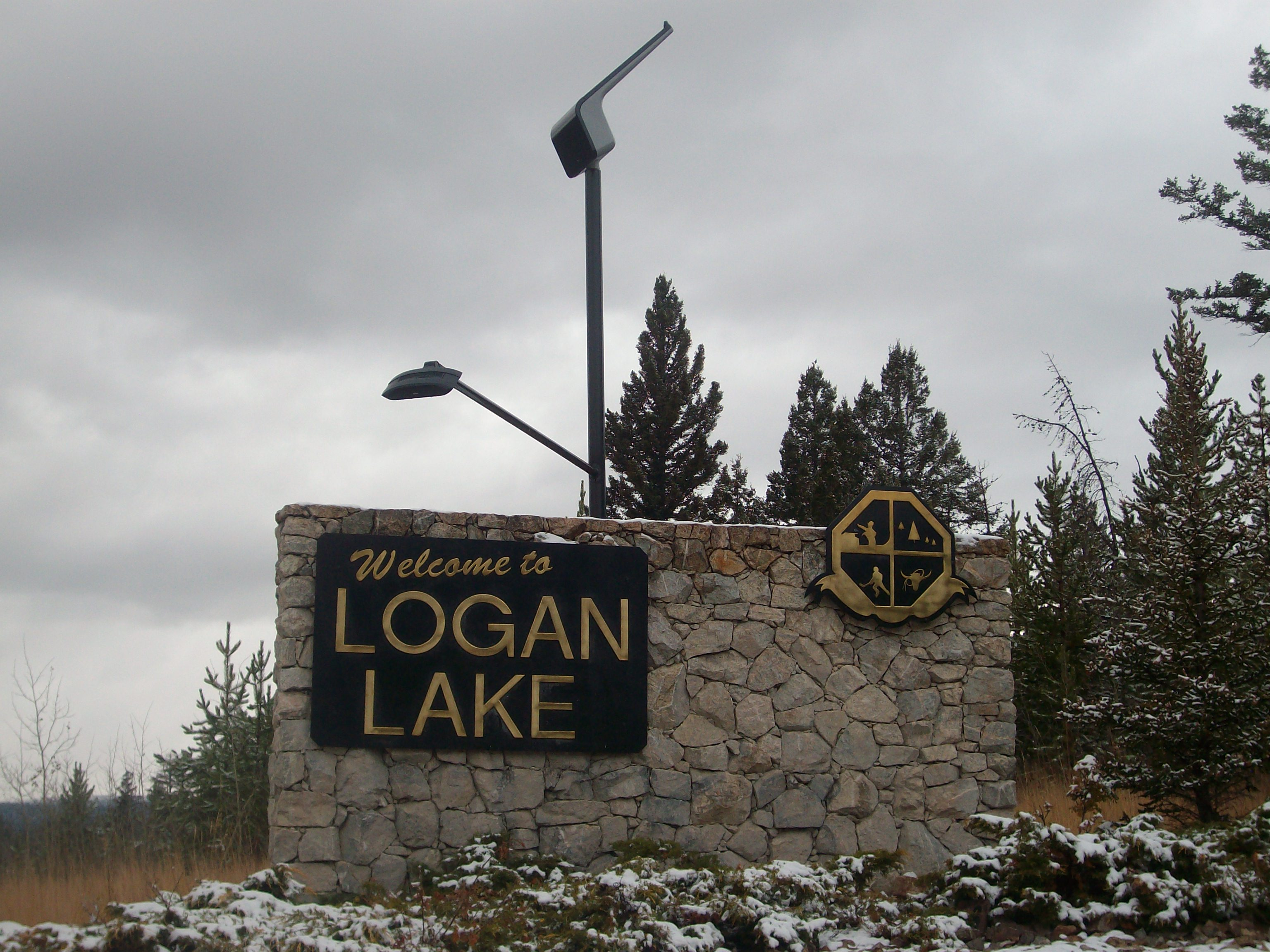
Знак на въезде в город

«Логан-Лейк» — это небольшое озеро, расположенное на Медоу Крик Роуд (шоссе 97D) в северной части города. Озеро Логан имеет очень грязную воду и питается дождем, городским стоком и небольшими ручьями. В озере обитает радужная форель, она попадает туда через искусственно созданный нерестовый канал. Разрешается ловить рыбу, но не больше 1-3 рыбы на человека в зависимости от года. Водные суда, такие как небольшие лодки очень популярны. Топливные двигатели на озере не разрешены, хотя разрешены электрические. Лодки могут быть спущены на воду с причала на северной оконечности озера, который может похвастаться небольшим палаточным лагерем, трейлерным парком, причем на некоторых участках есть электрические сцепки. Так же недалеко находится поле для гольфа на 9 лунок.
Основная занятость для населения — добыча полезных ископаемых. Медный рудник Highland Valley является одним из крупнейших работодателей города. Местные услуги и занятость в соседних Мерритте и Камлупсе также важны для экономики.